# سالوادور والدس مسا
سالوادور والدس مسا (انگلیسی: Salvador Valdés Mesa؛ زادهٔ ۱۳ ژوئن ۱۹۴۵) سیاستمدار اهل کوبا است. وی سابقاً رهبر اتحادیه‌های کارگری بود و از آوریل ۲۰۱۸ به سمت معاون رئیس‌جمهوری کوبا انتخاب شد، سالوادور عضو دفتر سیاسی حزب کمونیست کوبا است و به عنوان جانشین میگل دایاز-کانل انتخاب شد و در ۱۹ آوریل ۲۰۱۸ معاون رئیس‌جمهور کوبا شد.